# Truman H. Aldrich

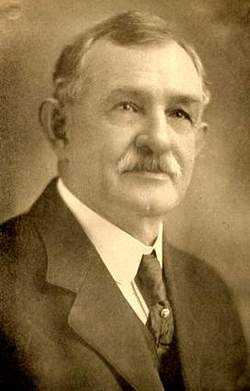
Truman H. Aldrich

Truman Heminway Aldrich (* 17. Oktober 1848 in Palmyra, Wayne County, New York; † 28. April 1932 in Birmingham, Jefferson County, Alabama) war ein US-amerikanischer Politiker (Republikanische Partei). Er war der Bruder von US-Abgeordneten William Farrington Aldrich.

## Leben
Truman Heminway Aldrich besuchte öffentliche Schulen, die Militärakademie in West Chester (Pennsylvania) und graduierte 1869 am Rensselaer Polytechnic Institute in Troy (New York). Dann war er als Ingenieur in New York und New Jersey tätig. Aldrich zog 1871 nach Selma (Alabama), wo er Bank- und Kohlebergbaugeschäften nachging. Er wurde 1892 Vizepräsident und Geschäftsführer der Tennessee Coal, Iron & Railroad Co. Ferner war er der Gründer der Cahaba Coal Mining Co.
Aldrich verfolgte ebenfalls eine politische Laufbahn. Er hat erfolgreich die Wahl von Oscar W. Underwood in den 54. US-Kongress angefochten, wo er vom 9. Juni 1896 bis zum 3. März 1897 tätig war. Aldrich entschied sich 1896 gegen eine Kandidatur für den 55. US-Kongress. US-Präsident Taft ernannte ihn am 1. September 1911 zum Postmaster von Birmingham, eine Stellung, die er bis zum 15. Dezember 1915 innehatte. Aldrich nahm 1904 als Delegierter an der Republican National Convention in Chicago teil. Dann war er während des Ersten Weltkrieges als ein dollar-per-year Mann für den War Industries Board tätig. Danach ging er einer Beschäftigung als Bergbauingenieur und Geologe nach.
Truman Heminway Aldrich verstarb 1932 in Birmingham und wurde dort auf dem Elmwood Cemetery beigesetzt.